# Bitte Richardsson
Doris Birgitta (Bitte) Richardsson, född 27 juni 1950 i Karlstad, är en svensk konstnär.
Richardsson studerade vid grundskolan för konstnärlig utbildning 1971–1972 och vid Konstfack 1972–1977. Hon bildade konstnärskollektivet Sapphos döttrar tillsammans med Ulla Nordenskjöld, Lotti Malm och Eva Trolin 1977. Hon har utfört utsmyckningar för Statens konstråd, kommuner och landsting, utställningar, film och scenografi. Hon utförde väggmålning på Huddinge sjukhus 1979, väggmålning på Rekarneskolan i Eskilstuna 1980, väggmålningar på Eskilstuna sjukhus, Nyköpings sjukhus, Gävle sjukhus, Västerviks sjukhus, Kristinehamns sjukhus, Grycksbo sjukhus 1977–1987, Vattenfall, Svenska Bostäders terrasshus i Bromsten, fasadmålning vid Skanstull i Stockholm 1984, trärelief i Vännäs 1983 och på Upplands flygflottilj i Uppsala 1984. Hon var utställningsarkitekt på (nya) Vasamuseet 1986–1991.